# Andrea Penezić
Andrea Penezić (ur. 13 listopada 1985 w Zagrzebiu) – chowacka piłkarka ręczna, reprezentantka kraju, grająca na pozycji lewej rozgrywającej. Obecnie występuje w słoweńskim RK Krim.

## Sukcesy
- mistrzostwo Chorwacji  (2009, 2010)
- puchar Chorwacji  (2009, 2010)
- mistrzostwo Słowenii  (2011, 2012)
- puchar Słowenii  (2011, 2012)
- zwycięstwo w Lidze Regionalnej  (2009)
- liga mistrzyń  (2016)

## Nagrody indywidualne
- Najlepsza lewa rozgrywająca:
  - Mistrzostwa Świata 2011
- MVP:
  - Słoweńskiej Ligi 2011/2012
- Najlepsza strzelczyni:
  - Liga Mistrzyń 2015

## Wyróżnienia
- Najlepsza piłkarka ręczna roku 2011 i 2012 w Chorwacji